# Майнашев, Валерий Гаврилович
Майнашев, Валерий Гаврилович (25 августа 1948 — 18 декабря 1992) — хакасский поэт.

## Биография
Валерий Майнашев родился в деревне Ах Хол (ныне Усть-Абаканский район Хакасии) 25 августа 1948 года. Образование получил на филологическом факультете Абаканского педагогического института и в Литературном институте им. А. М. Горького. В 1990 году стал ответственным секретарем Хакасской писательской организации.

## Творчество
Первые произведения Майнашева были опубликованы в 1968 году. Майнашев является автором поэтических сборников «Богородская трава» (Ирбен от), «Голос поля» (Коок саннары), «Крашеные ковыли» (Сырлалган халсарыг). За особую лиричность стихов критики называли Майнашева «хакасским Есениным». Также Майнашев занимался переводом на хакасский язык произведений русских классиков. В свою очередь, стихи Майнашева переведены на русский и киргизский языки.